# Pointe de la Capesterre
La pointe de la Capesterre est un cap de Guadeloupe.

## Géographie
Il se situe au nord de la commune de Capesterre-Belle-Eau à l'embouchure de la rivière du Pérou et de la Grande Rivière de la Capesterre. En face de la pointe se trouve les roches gravées à l'embouchure de la rivière du Pérou.